# Campeonato Mundial de Natação em Piscina Curta de 2018 - 1500 m livre masculino
A prova dos 1500 metros nado livre masculino do Campeonato Mundial de Natação em Piscina Curta de 2018 foi disputado entre os dias 15 e 16 de dezembro de 2018, no Hangzhou Sports Park Stadium, em Hangzhou, na China. 

## Recordes
Antes desta competição, os recordes mundiais e do campeonato nesta prova eram os seguintes:
|                       | Nome                 | Nacionalidade | Tempo    | Local   | Data                   |
| --------------------- | -------------------- | ------------- | -------- | ------- | ---------------------- |
| Recorde mundial       | Gregorio Paltrinieri | Itália        | 14:08.06 | Netanya | 4 de dezembro de 2015  |
| Recorde do campeonato | Park Tae-hwan        | Coreia do Sul | 14:15.51 | Windsor | 11 de dezembro de 2016 |

Os seguintes recordes mundiais ou do campeonato foram estabelecidos durante esta competição: 
| Data           | Evento | Nome               | Nacionalidade | Tempo    | Notas                 |
| -------------- | ------ | ------------------ | ------------- | -------- | --------------------- |
| 16 de dezembro | Final  | Mykhailo Romanchuk | Ucrânia       | 14:09.14 | Recorde do campeonato |

## Medalhistas
| Ouro                     | Prata                      | Bronze                    |
| Mykhailo Romanchuk (UKR) | Gregorio Paltrinieri (ITA) | Henrik Christiansen (NOR) |

## Resultados

### Eliminatórias
As eliminatórias ocorreram dia 15 de dezembro com um total de 25 nadadores. 
| Colocação | Bateria | Raia | Nadador                     | Nacionalidade  | Tempo    | Notas            |
| --------- | ------- | ---- | --------------------------- | -------------- | -------- | ---------------- |
| 1         | 3       | 4    | Mykhailo Romanchuk          | Ucrânia        | 14:21.50 | Q                |
| 2         | 3       | 6    | Damien Joly                 | França         | 14:28.25 | Q,               |
| 3         | 2       | 4    | Henrik Christiansen         | Noruega        | 14:28.90 | Q                |
| 4         | 3       | 5    | Gregorio Paltrinieri        | Itália         | 14:28.97 | Q                |
| 5         | 2       | 1    | Zane Grothe                 | Estados Unidos | 14:29.03 | Q                |
| 6         | 2       | 6    | David Aubry                 | França         | 14:30.72 | Q                |
| 7         | 2       | 0    | Ákos Kalmár                 | Hungria        | 14:31.94 | Q                |
| 8         | 2       | 5    | Jan Micka                   | Chéquia        | 14:33.15 | Q                |
| 9         | 2       | 3    | Yaroslav Potapov            | Rússia         | 14:33.82 |                  |
| 10        | 3       | 1    | Domenico Acerenza           | Itália         | 14:33.89 |                  |
| 11        | 3       | 7    | Serhiy Frolov               | Ucrânia        | 14:38.42 |                  |
| 12        | 1       | 5    | Marcelo Acosta              | El Salvador    | 14:45.78 |                  |
| 13        | 3       | 3    | Wojciech Wojdak             | Polónia        | 14:47.17 |                  |
| 14        | 3       | 2    | Ji Xinjie                   | China          | 14:51.47 |                  |
| 15        | 3       | 8    | Marwan Elkamash             | Egito          | 15:00.64 |                  |
| 16        | 3       | 9    | Aryan Makhija               | Índia          | 15:01.44 |                  |
| 17        | 1       | 3    | Ahmed Ayoub Hafnaoui        | Tunísia        | 15:02.25 |                  |
| 18        | 3       | 0    | Huang Guo-ting              | Taipé Chinesa  | 15:05.16 |                  |
| 19        | 1       | 4    | Quinton Hurley              | Nova Zelândia  | 15:14.65 |                  |
| 20        | 2       | 9    | Óli Mortensen               | Ilhas Feroé    | 15:17.47 |                  |
| 21        | 2       | 8    | Cheuk Ming Ho               | Hong Kong      | 15:20.46 |                  |
| 22        | 1       | 2    | Pit Brandenburger           | Luxemburgo     | 15:25.72 |                  |
| 23        | 2       | 7    | Qiu Ziao                    | China          | 15:26.35 |                  |
| 24        | 1       | 6    | Amir Abbas Amrollahi Biuoki | Irão           | 16:29.26 | Recorde nacional |
| 25        | 2       | 2    | Gergely Gyurta              | Hungria        | DNS      |                  |

### Final
A final foi realizada em 16 de dezembro. 
| Colocação         | Raia | Nadador              | Nacionalidade  | Tempo    | Notas            |
| ----------------- | ---- | -------------------- | -------------- | -------- | ---------------- |
| Medalha de ouro   | 4    | Mykhailo Romanchuk   | Ucrânia        | 14:09.14 | ,                |
| Medalha de prata  | 6    | Gregorio Paltrinieri | Itália         | 14:09.87 |                  |
| Medalha de bronze | 3    | Henrik Christiansen  | Noruega        | 14:19.39 | Recorde nacional |
| 4                 | 7    | David Aubry          | França         | 14:23.44 | Recorde nacional |
| 5                 | 5    | Damien Joly          | França         | 14:24.00 |                  |
| 6                 | 8    | Jan Micka            | Chéquia        | 14:27.73 |                  |
| 7                 | 1    | Ákos Kalmár          | Hungria        | 14:35.94 |                  |
| 8                 | 2    | Zane Grothe          | Estados Unidos | 14:51.22 |                  |

Legenda
| Recorde mundial       | Recorde mundial (World record)               |                       | Recorde africano                      | Recorde africano (African) |                                           | Q | Classificado por posição (Qualified) |
| Recorde do campeonato | Recorde do campeonato (Championship record)  | Recorde da América    | Recorde da América (Americas)         | q                          | Classificado por melhor tempo (Qualified) |   |                                      |
| Melhor marca do ano   | Melhor marca do ano (World leading)          | Recorde asiático      | Recorde asiático (Asian)              | DNS                        | Não largou (Did not start)                |   |                                      |
| Recorde nacional      | Recorde nacional (National record)           | Recorde europeu       | Recorde europeu (European)            | DNF                        | Não terminou (Did not finish)             |   |                                      |
| Recorde pessoal       | Recorde pessoal do atleta (Personal best)    | Recorde da Oceania    | Recorde da Oceania (Oceania)          | DSQ / DQ                   | Desclassificado (Disqualified)            |   |                                      |
| Recorde da temporada  | Recorde da temporada do atleta (Season best) | Recorde sul-americano | Recorde sul-americano (South America) | NM                         | Sem marca (No mark)                       |   |                                      |